# Wachenheimer Bach
Der Wachenheimer Bach, am Unterlauf auch Burgtalbach, ist ein knapp 10 km langer Bach in Rheinland-Pfalz, der im Pfälzerwald entspringt und in der Vorderpfalz von links in den Stechgraben mündet. Er fließt auf seiner gesamten Länge im Landkreis Bad Dürkheim.
Der gebräuchlichere Namen leitet sich von der Landstadt Wachenheim an der Weinstraße her, die der Bach durchfließt; Burgtal ist ein Zweitname für das Wachenheimer Tal und nimmt Bezug auf die Wachtenburg, die rechts über dem Tal liegt. 

## Geographie

### Verlauf
Der Wachenheimer Bach entspringt in einem Tal auf 317 m ü. NHN in der Haardt, dem Ostrand des Pfälzerwalds, gut 1 km westlich des Vorderen Langenbergs (545 m). Die Quelle liegt auf der Waldgemarkung der Stadt Wachenheim. 
Entlang der Kreisstraße 16 fließt der Bach in Richtung Nordosten durch das Wachenheimer Tal und tritt nach 6 km durch die Bruchzone des Oberrheingrabens aus dem Mittelgebirge in die Rheinebene aus. Nachdem er das Wohngebiet von Wachenheim – teilweise verrohrt im Untergrund – in östlicher Richtung durchquert hat, ändert er seinen Lauf für 1 km nach Südosten. Dabei unterquert er die Bundesstraße 271 nach Osten, ehe er die Feldgemarkung der Ortsgemeinde Forst erreicht. Dort knickt er für 250 m nach Westen um, unterquert erneut die B 271 und begleitet diese anschließend 500 m weit nach Süden. 
Unmittelbar westlich der B 271 mündet er auf 109 m Höhe von links in den Stechgraben.
Der 9,8 km lange Lauf des Wachenheimer Bachs endet ungefähr 208 Höhenmeter unterhalb des Ursprungs seiner Quelle, er hat somit ein mittleres Sohlgefälle von etwa 21 ‰.

### Einzugsgebiet
Das 8,16 km² große Einzugsgebiet des Wachenheimer Bachs erstreckt sich von dem Neustädter Gebirgsrand über die Mittelhaardt bis zur Böhler Lössplatte. Es wird über den Stechgraben, die Marlach, den Floßbach, die Isenach und den Rhein zur Nordsee entwässert.
Es grenzt
- im Norden an das Einzugsgebiet des Schwabenbachs, der in den Floßbach mündet;
- im Süden an das des Weinbachs, der in die Marlach mündet und
- im Südwesten an das des Mußbachs, der über den Rehbach in den Rhein entwässert.

Das Einzugsgebiet ist im westlichen Teil bewaldet, während im östliche Bereich Weinberge dominieren.
Die höchste Erhebung ist der Eckkopf mit einer Höhe von 516 m ü. NHN im Südwesten des Einzugsgebietes.

### Zuflüsse
Die Zuflüsse des Wachenheimer Bachs sind allesamt kurz. Noch im Wald nimmt er beispielsweise von links das Wasser des Aybach- und des Hahnenbrunnens auf, die nur wenige Meter vom Bach entfernt sind, und später von rechts den Diebsbach, der angesichts seiner geringen Länge von 200 m auch Diebsbächel genannt wird.

### Stauseen
Im Tal kurz vor dem Durchbruch des Bachs in die Ebene liegt ein etwa 80 m langer und 30 m breiter Stauweiher. Ein etwa 150 m langes und bis 70 m breites Regenrückhaltebecken unmittelbar östlich der Wohnbebauung von Wachenheim nimmt Starkniederschläge auf.

## Sehenswürdigkeiten

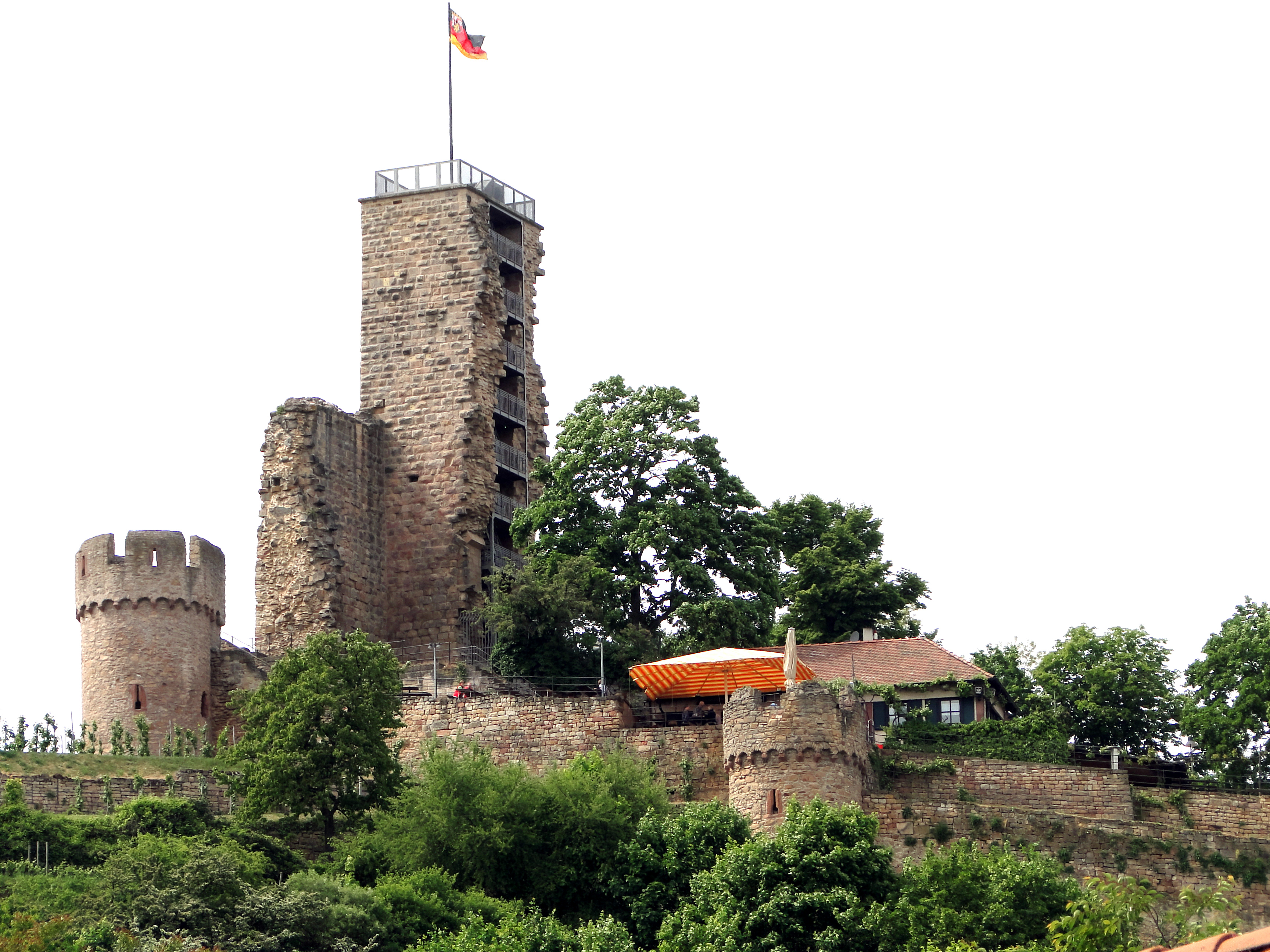
Die Wachtenburg, von der sich der Unterlaufname Burgtalbach herleitet

- 200 m westlich der Quelle des Wachenheimer Bachs, der zum Flusssystem der Isenach gehört, und jenseits der Wasserscheide beginnt der Kurpfalz-Park, ein 70 Hektar großer Freizeit- und Wildpark, der durch den zum System des Speyerbachs zählenden Mußbach entwässert wird.
- Auf einem Bergsporn am Osthang der Haardt steht rechts über dem Wachenheimer Bach die teilrestaurierte Wachtenburg, die im 12. Jahrhundert erbaut wurde und einen weiten Rundblick über die Rheinebene bietet.
- Links des Talausgangs erstreckt sich das Naturschutzgebiet Haardtrand - Mittelberg (7332-173).